# Kaifeng Auto Repair & Assembly Works
Kaifeng Auto Repair & Assembly Works war ein Hersteller von Kraftfahrzeugen aus der Volksrepublik China.

## Unternehmensgeschichte
Das Unternehmen aus Kaifeng begann 1972 mit der Produktion von Lastkraftwagen. In den 1990er Jahren kamen Omnibusse, Kleinbusse und Personenkraftwagen dazu. Der Markenname lautete Sanyan.

## Fahrzeuge
Der KF 10 von 1972 war ein 4-Tonnen-Lastkraftwagen.
Der KF 1010 S war ein Pick-up mit Doppelkabine.
Der Pkw KFX 6320 basierte auf dem Pick-up. Die viertürige Limousine mit Stufenheck war etwa 320 cm lang. Ein Zweizylindermotor trieb das Fahrzeug an.